# HD 154672
HD 154672 é uma estrela subigante amarela localizada a aproximadamente 210 anos-luz (65 parsecs) da Terra na constelação de Ara. É maior, mais massiva e mais velha que o Sol. Seu conteúdo metálico é alto, o que é uma das razões para ter sido alvo de um busca por planetas pelo N2K Consortium, que descobriu o gigante gasoso HD 154672 b pelo método da velocidade radial; a descoberta foi anuncianda em outubro de 2008. A equipe do N2K escolheu HD 154672 primariamente porque buscava descobrir a relação entre a metalicidade de uma estrela e a massa de planetas em órbita.
HD 154672 foi observada pelos Telescópios Magalhães e é orbitada pelo primeiro planeta descoberto com eles pela equipe do N2K.

## História de observação
HD 154672 foi alvo de uma pesquisa por planetas em 2004 pelo N2K Consortium, uma colaboração de astrônomos para fazer medições de velocidade radial de estrelas antes não observadas por outras buscas por planetas. Antes disso, HD 154672 já tinha sido observada por uma série de pesquisas, sendo incluída em vários catálogos como o catálogo Henry Draper e Hipparcos.

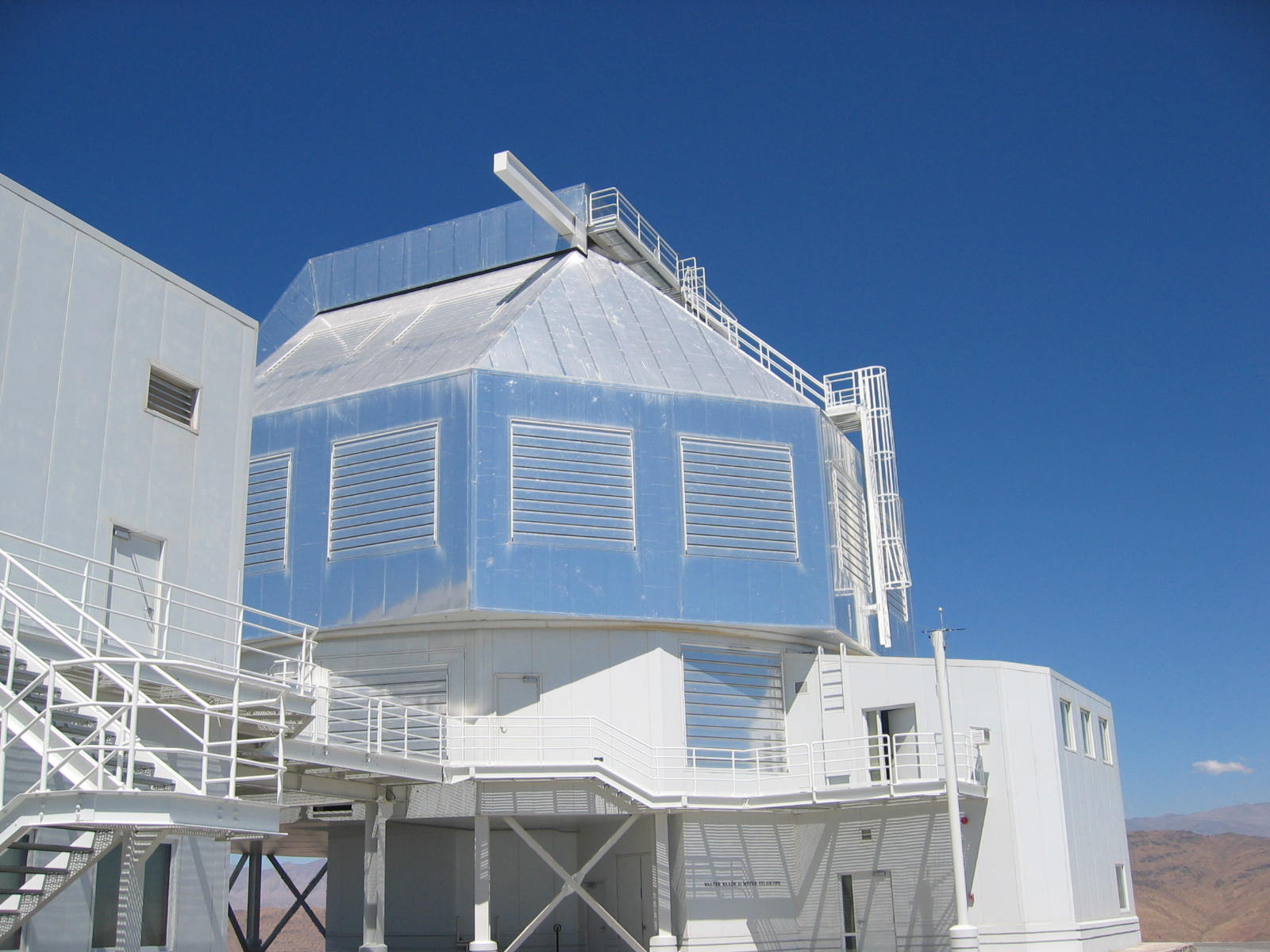
Os Telescópios Magalhães, que foram usados para observar HD 154672.

A equipe do N2K direcionou sua busca para planetas grandes em órbitas curtas (Júpiteres quentes) ao redor de estrelas ricas em metais, pois buscava descobrir como a massa de um planeta se relaciona ao conteúdo metálico da estrela que orbita. Inicialmente, acreditava-se que HD 154672 era orbitada por um Júpiter quente numa órbita muito curta, porém observações adicionais revelaram que o planeta tem uma órbita muito maior, conforme revelado pelos Telescópios Magalhães no Observatório Las Campanas no Chile.
O espectrógrafo do telescópios Magalhães Clay coletou 16 medições de velocidade radial para HD 154672. Uma equipe de astrônomos americanos e um do Vaticano confirmaram a existência de HD 154672 b e determinaram sua massa e parâmetros orbitais.
A descoberta do planeta de HD 154672 foi anunciada no Astronomical Journal em 7 de outubro de 2008 junto com a descoberta do planeta orbitando HD 205739.

## Características
HD 154672 tem uma classificação estelar de G3 IV, o que significa que é uma estrela subgigante de classe G. É parecida com o Sol e tem 1,09 vezes a massa solar e 1,27 vezes o raio solar. Brilha com 1,88 vezes a luminosidade solar a uma temperatura efetiva de 5 743 K, um pouco mais fria que o Sol. Tem uma abundância de metais grande, com uma metalicidade de [Fe/H] = 0,25. Isso significa que tem 1,78 vezes mais ferro que o Sol. HD 154672 é bem mais velha que o Sol, com uma idade estimada em 9,28 bilhões de anos. Seu espectro sugere que sua cromosfera não é ativa.
Com base em sua paralaxe de 15,44 milissegundos de arco, HD 154672 está a uma distância de 210 anos-luz (65 parsecs) da Terra. Tem uma magnitude aparente de 8,21, sendo muito pouco brilhante para ser vista a olho nu. Sua magnitude absoluta é de 4,12.

## Sistema planetário
HD 154672 b é um Júpiter quente, ou seja, é um planeta com uma órbita curta e grande massa. Sua massa é no mínimo cinco vezes maior que a de Júpiter. Orbita a estrela a uma distância média de 0,597 UA, ou 60% da distância entre a Terra e o Sol, completando uma órbita a cada 163,94 dias. Sua órbita é bastante excêntrica, com uma excentricidade de 0,61. Se água existir em sua atmosfera ela pode transitar entre estado líquido e gasoso conforme o planeta se aproxima de seu periastro.
| Planeta | Massa           | Semieixo maior (UA) | Período orbital (dias) | Excentricidade |
| ------- | --------------- | ------------------- | ---------------------- | -------------- |
| b       | >5,02 ± 0,17 MJ | 0,597+0,020 −0,017  | 163,94 ± 0,01          | 0,61 ± 0,02    |